# Helena Rubinstein

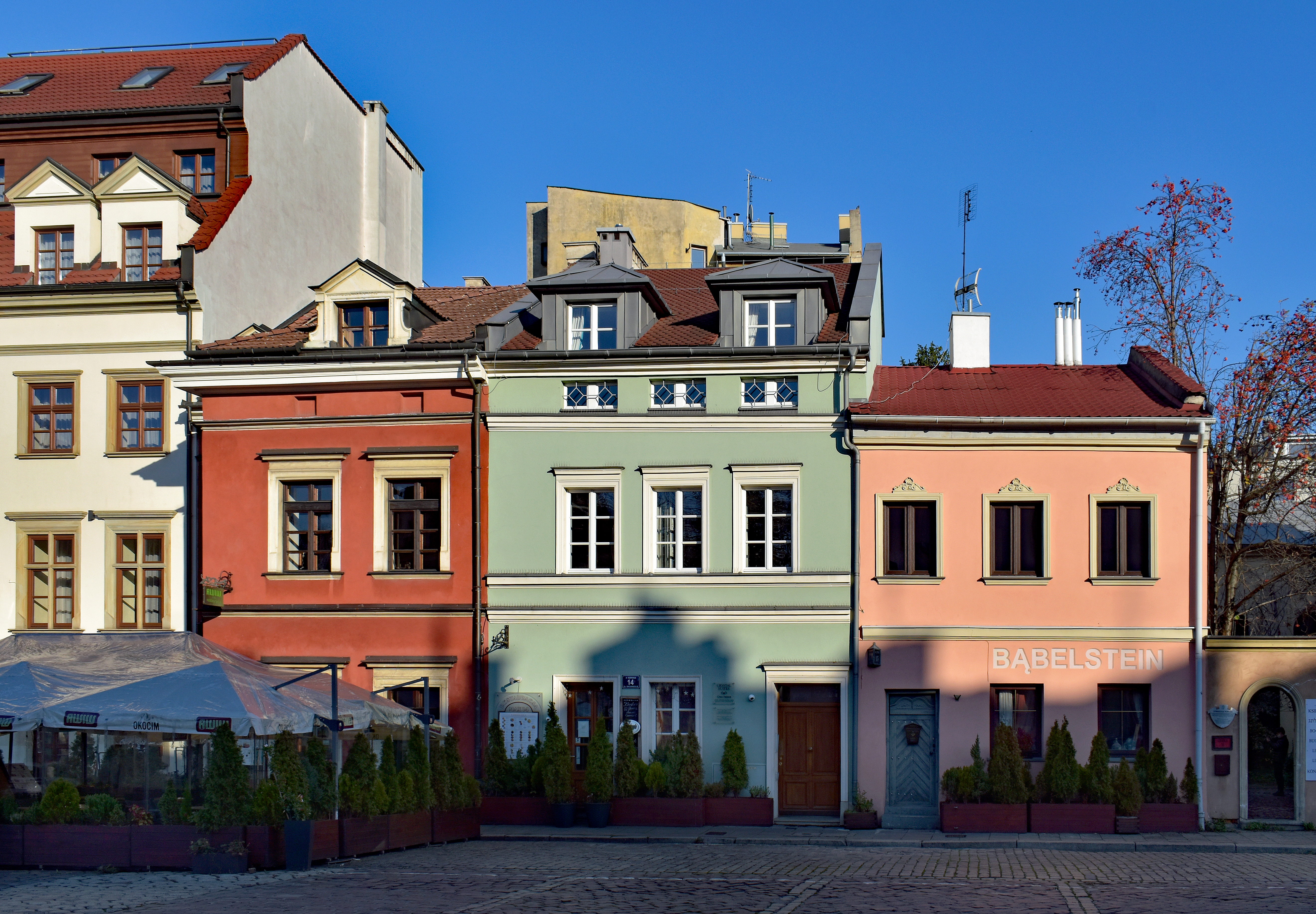
Dom przy ul. Szerokiej 14 (zielona fasada) na krakowskim Kazimierzu, w którym mieszkała rodzina Heleny Rubinstein

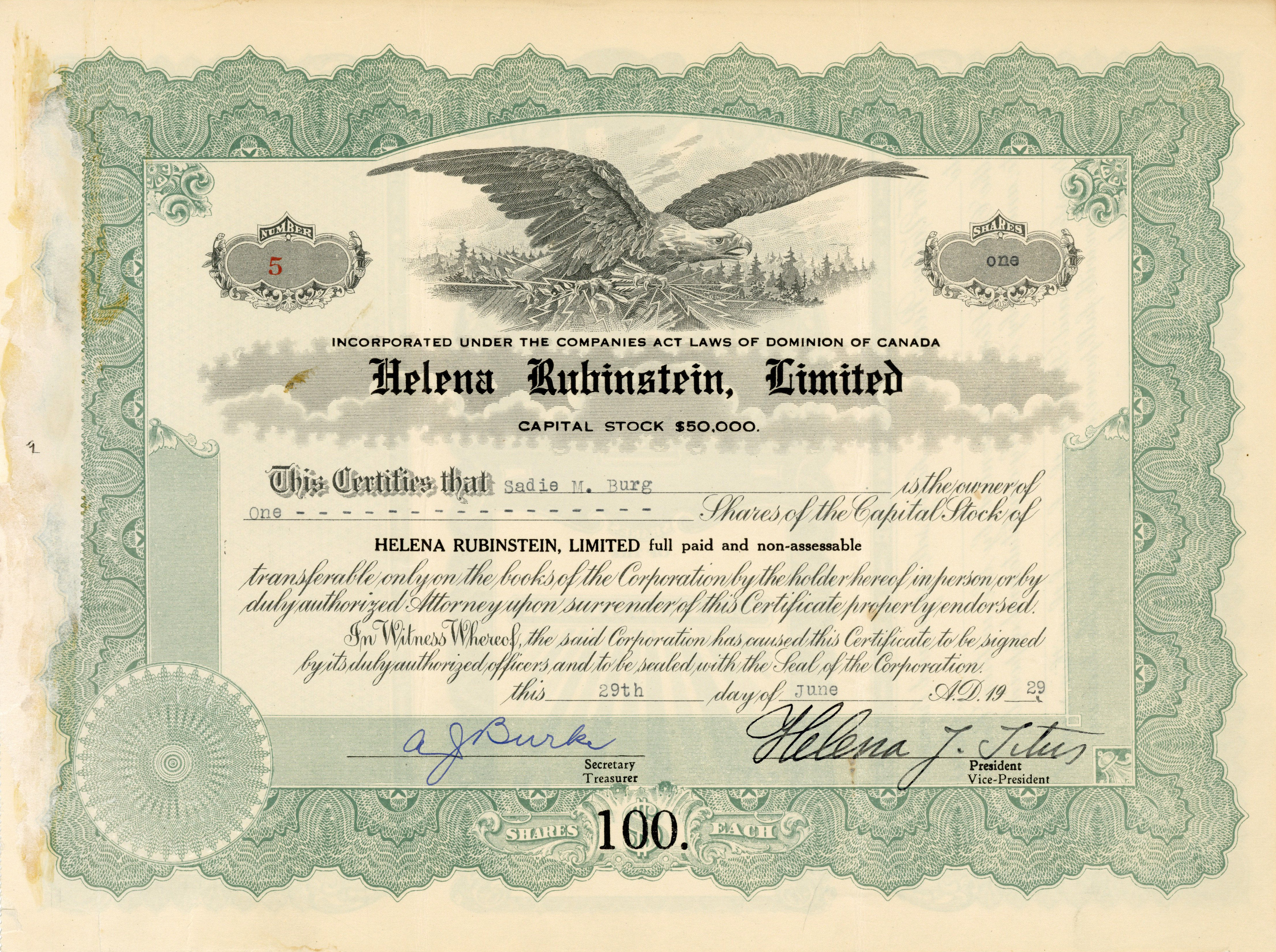
Akcja spółki Helena Rubinstein założonej w Streetsville w Kanadzie w 1929 roku, podpisana m.in. przez wiceprezes Helenę Rubinstein

Helena Rubinstein, właśc. Chaja Rubinstein (ur. 25 grudnia 1872 w Podgórzu pod Krakowem, zm. 1 kwietnia 1965 w Nowym Jorku) – polska bizneswoman żydowskiego pochodzenia, mecenas sztuki, innowator i twórca nowoczesnej kosmetologii, założycielka przedsiębiorstwa Helena Rubinstein Inc., jedna z najbogatszych kobiet swojej epoki.

## Życiorys
Urodziła się w żydowskiej rodzinie w podkrakowskim Podgórzu jako najstarsza z ośmiorga dzieci Hercla Naftalego Rubinsteina i Gitel Scheindel Silberfeld. Ojciec był drobnym kupcem. Wkrótce po jej urodzeniu rodzina przeniosła się na Kazimierz.
Edukację zakończyła na szkole powszechnej na Kazimierzu. W latach 90. XIX w. wyjechała do rodziny w Wiedniu, po czym w 1897 na statku „Prinz Regent Luitpold” wyemigrowała do Australii. Prawdopodobnie wtedy zmieniła imię (podpisała się na liście pasażerów jako Helena Juliet Rubinstein). Pracowała jako niania, kelnerka, a później zaczęła sprzedawać krem pod marką Valaze, wyprodukowany rzekomo według receptury matki. Po kilku latach, już jako obywatelka Australii, wróciła do Europy, otwierając salony kosmetyczne kolejno w Londynie i Paryżu. W 1915 przeniosła się do Stanów Zjednoczonych, do Nowego Jorku, gdzie mieszkała do śmierci w 1965.
Wprowadziła ma rynek kremy przeciwzmarszczkowe z filtrem, z witaminami, a także otworzyła spa. Stosowała również nowoczesne metody sprzedaży i marketingu, m.in. angażowała do promowania swoich kosmetyków znane aktorki. Skutecznie konkurowała z Elizabeth Arden.
Kolekcjonerka i mecenas sztuki, wspierała polskich twórców takich jak: Elie Nadelman, czy Alicja Halicka. W jej zbiorach można było znaleźć prace impresjonistów i postimpresjonistów (Auguste’a Renoira, Claude’a Moneta, Alfreda Sisleya i Edgara Degasa), kubistów (Pabla Picassa, Juana Grisa, Georges’a Braque’a, Louisa Marcoussisa czy Ossipa Zadkina) i innych nowoczesnych twórców, takich jak: Paul Klee, Fernand Léger, Roger de la Fresnaye, André Derain oraz Henri Matisse. Ważną część jej zgromadzonych dział stanowiły realizacje surrealistów, w szczególności Salvadora Dalego, ale także dzieł Joana Miró, Pavla Tchelitchewa, Giorgia de Chirico, Marca Chagalla, Maxa Ernsta. Część z nich kupiona została w celu prezentacji w salonach kosmetycznych. Przy wyborze realizacji doradzał jej niejednokrotnie Louis Marcoussis.
Uważana za jedną z najbogatszych kobiet w historii. Pozostawiła majątek szacowany na 100 mln dolarów.
W 2015 powstał spektakl słowno – muzyczny zatytułowany „Chaja&Edith”. Wykonany został kilkukrotnie przez Artis Symphony Orchestra między innymi w Teatrze im. Adama Mickiewicza w Cieszynie oraz w Teatrze Polskim w Bielsku – Białej. Tekst scenariusza przetłumaczony został na język francuski, dzięki czemu Helenę Rubinstein mogli poznać również mieszkańcy odległego francuskiego departamentu zamorskiego La Réunion.
W 2022 w Żydowskim Muzeum Galicja na Kazimierzu w Krakowie otwarta została pierwsza polska wystawa poświęcona tej postaci.

## Życie prywatne
W 1908 wyszła za mąż w Londynie za Edwarda Titusa, amerykańskiego Żyda pochodzącego z Polski, tak jak ona urodzonego w Podgórzu. Małżeństwo miało dwóch synów Roya Valentine’a i Horacego. Po rozwodzie, w 1938 poślubiła młodszego o 20 lat gruzińskiego księcia, Artchila Gourielli-Tchkonia.